# Cathérine Pierre
Cathérine Pierre (ur. 7 września 1957) – francuska judoczka.
Brązowa medalistka mistrzostw świata w 1980. Zdobyła dziewięć medali mistrzostw Europy w latach 1975 - 1980. Mistrzyni Francji w latach 1975-1980.